# Relations entre la Côte d'Ivoire et l'Inde
Les relations entre la Côte d'Ivoire et l'Inde sont les relations bilatérales de la république de Côte d’Ivoire et de la république de l'Inde. Les relations bilatérales entre les deux pays se sont considérablement développées ces dernières années, l'Inde cherchant à développer un vaste partenariat commercial et stratégique dans la région de l'Afrique de l'Ouest. La mission diplomatique indienne à Abidjan a été ouverte en 1979. La Côte d'Ivoire a ouvert sa mission résidente à New Delhi en septembre 2004. Les deux nations encouragent actuellement les efforts visant à accroître le commerce, les investissements et la coopération économique.

## Relations économiques
Selon l'ambassadeur indien en Côte d'Ivoire, l'Inde prévoit d'investir un milliard de dollars dans le développement de projets pétroliers et miniers. Au cours des dix dernières années, le montant total des IDE indiens à l'étranger annoncés s'est élevé à plus de dix milliards de dollars. Du point de vue de la sécurité énergétique de l'Inde, la Côte d'Ivoire est devenue une destination importante pour les opportunités d'investissement dans l'exploration des hydrocarbures et des diamants. De récents reportages de la BBC ont attiré l'attention sur l'importance émergente de l'Afrique dans la politique économique étrangère de l'Inde et sur le rôle particulier qu'occupe désormais l'Afrique de l'Ouest. L'Inde espère exploiter les vastes richesses pétrolières de la région en accédant au littoral du golfe de Guinée.
La production de pétrole en Côte d'Ivoire s'élève à plus de 60 000 barils par jour. L'ONGC indienne a déjà investi 12 millions de dollars pour explorer un bloc offshore dans la région, qu'elle est en train de forer.
L'Inde facilite également le développement d'un parc technologique à Abidjan, nommé d'après le Mahatma Gandhi. Le ministre indien du commerce, Jairam Ramesh, a déclaré que les deux pays coopèrent également dans de nouveaux domaines tels que les produits pharmaceutiques, les transports, l'approvisionnement en eau et les télécommunications. S'adressant à la deuxième commission commerciale mixte Indo-Côte d'Ivoire, le ministre indien du commerce a déclaré que l'Inde voulait établir un partenariat stratégique avec la Côte d'Ivoire pour développer l'extraction, la taille et le polissage des diamants, ce qui offrirait des emplois à la population locale.
La société indienne Tata Steel et la SODEMI (société publique ivoirienne de développement minier) ont conclu un accord de coentreprise pour le développement des gisements de minerai de fer du Mont Nimba en Côte d'Ivoire. Le gisement du Mont Nimba, réparti sur trois pays - Liberia, Guinée et Côte d'Ivoire, est l'un des plus importants d'Afrique. La Côte d'Ivoire conservant toujours son statut de puissance économique de l'Afrique-Occidentale française, l'Inde cherche à ouvrir de nouvelles usines dans le pays,.